# صدر الدين القبانجي
صدر الدين حسن القبانچ‍ي (رجب 1375ه/ شباط 1956 -) باحث وخطيب إسلامي عراقي شيعي، وقيادي في المجلس الأعلى للثورة الإسلامية في العراق وإمام جمعة النجف، واستاذ في الحوزة العلمية في النجف، ومؤسس جامعة الامام المهدي  النموذجية للدراسات الدينية، ومسؤول مكتب المجلس الاعلى الإسلامي في النجف، عضو مجمع التقريب بين المذاهب الإسلامية.

## النشأة
وُلد صدر الدين في مدينة النجف، ولمّا بلغ الرابعة من عمره درس في مدرسة منتدى النشر الابتدائية الاهلية حتى أكمل دراسة السادس الإعدادي الأدبي فيها، وفي سنة 1968 حين كان عمره 12 سنة التحق صدر الدين بالحوزة العلمية طالباً، ومنذئذٍ ارتدى لباس رجال الدين المعروف.

## أساتذته
- محمد محسن الحكيم
- بشير النجفي
- كاظم الحائري الشيرازي
- محمد باقر الحكيم
- محمود الهاشمي الشاهرودي

محمد باقر الصدر
- الخوئي
- نصر الله المستنبط
- ميرزا جواد التبريزي
- شاكر القرشي
- صالح الدجيلي

## كتبه
- الكتاب العقائدي: دراسة شاملة للعقيدة الإسلامية، كُتبت عام 1399هـ في النجف.
- محاضرات في اصول الدين (وهو خلاصة للكتاب العقائدي).
- تاريخ التشيع الفكري والسياسي، كُتب عام 1398هـ في النجف.
- الجهاد السياسي للسيد الشهيد الصدر.
- الفكر السياسي للشهيد الصدر.
- المذهب السياسي في الإسلام: كتبه في قم عام 1402هـ، وطبع في بيروت
- بحوث في خط المرجعية.
- بحوث في حزب الله.
- بحوث في المنهج السياسي.
- عقيدتنا السياسية.
- أخلاقنا السياسية.
- علم السياسة ـ تجديد من وجهة نظر اسلامية. محاضرات قدمها في جامعة الصادق في طهران قسم العلوم السياسية.
- مقدمات في علم التفسير: أصلها دروس قدمها في جامعة بهشتي في طهران.
- خطيب العلماء: وهو ترجمة لحياة والده حسن القبانجي.
- تحقيق كتاب الاقتصاد فيما يتعلق بالاعتقاد) للشيخ الطوسي، وطبع في النجف سنة 1979م.
- في رحاب دعاء ابي حمزة الثمالي/ ثلاث مجلدات. محاضرات قدمها في النجف.
- الحوزة العلمية في المعترك الثقافي والسياسي. محاضرات قدمها لطلاب الحوزة العلمية في النجف.
- في رحاب زيارة عاشوراء: مجلد واحد.
- المعالجات الإسلامية لمشاكل الإنسان.
- تأملات قرآنية حول التقوى (ثلاثة اجزاء).
- الإمام الحسين  والحركة الاصلاحية/ خمس مجلدات.
- مقتل الزهراء .
- عبرة العين في مصاب الحسين .
- الإسلام وإشكاليات الحداثة ـ طبع الجامعة الإسلامية بالنجف.
- لمحات في نقد الفكر الحداثي.
- الأسس الفلسفية للحداثة.
- الأسرة في أدوارها الثلاث.
- مشاهد الغيب في حركة الامام الحسين .
- الجهاد السياسي للسيد الشهيد الصدر (قده).
- ترجمة كتاب «الذنوب الكبيرة» لعبد الحسين دستغيب.
- ترجمة كتاب «النهضة الحسينية» لعبد الحسين دستغيب.